# 三重乃海剛司

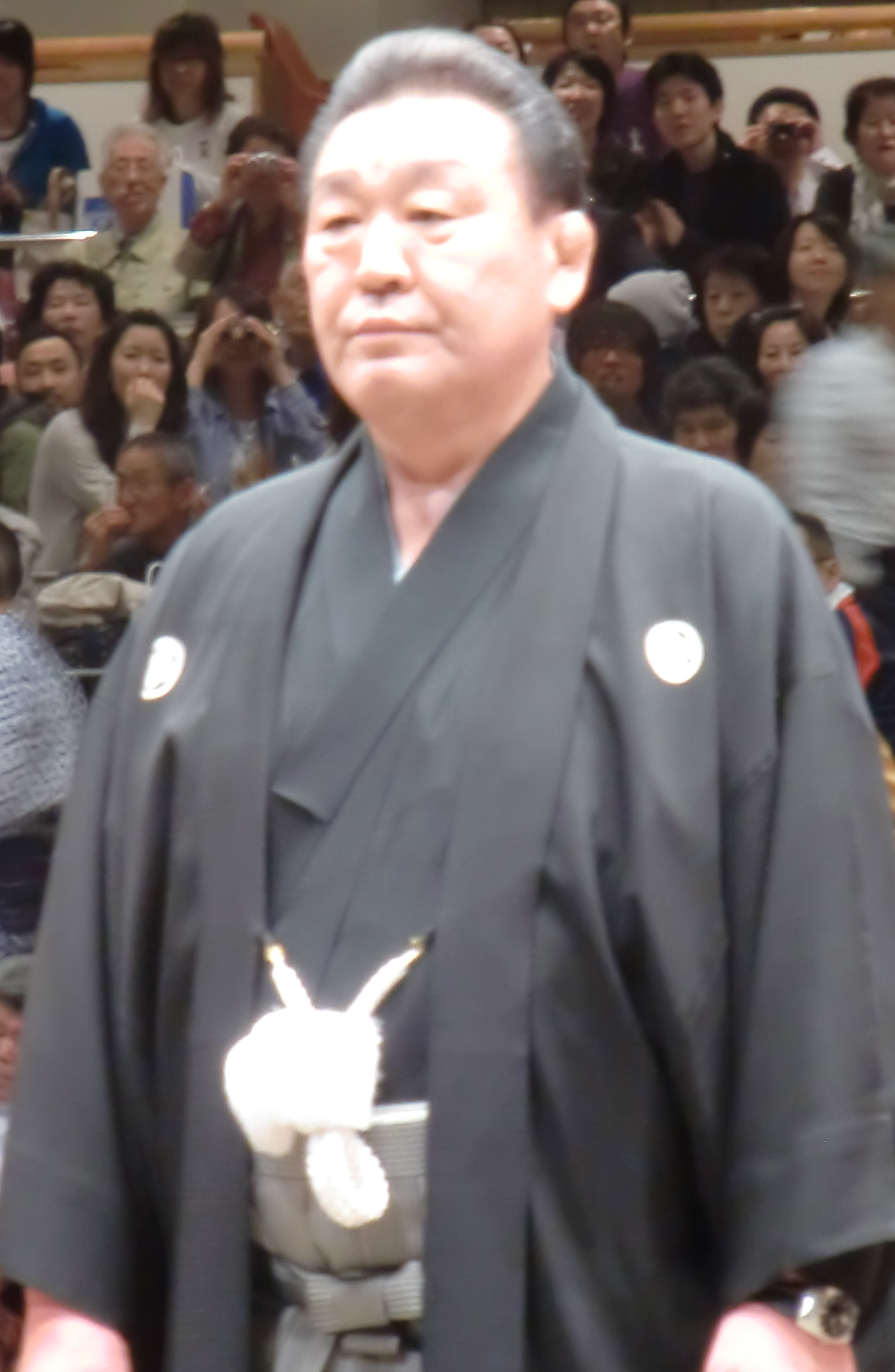

三重乃海剛司（日语：／ Mienoumi Tsuyoshi，1948年2月4日—），本名石山五郎，日本三重縣松阪市出身的前大相撲力士。第57代横綱。現役引退後出任年寄指導後進，並出任日本相撲協會理事長和相撲博物館館長等職務。他身高1.81米，重135公斤。

## 生涯
三重乃海剛司的父親是建築工人，也是業餘相撲力士。他在初中時學習柔道，被介紹給出羽海部屋的一名教練，但由於身材矮小，最初被拒絕。他幾年後再次聯絡部屋，這次被接受為弟子。他的第一次比賽是1963年7月，只有15歲。他於1969年3月晉升為十兩級別，並於1969年9月被昇到了幕內級別。次年七月，他到了小結級別，擊敗了兩個橫綱（大鵬幸喜和玉之海正洋）並且接受了他的第一個殊勲賞。他在1970年9月的下一場比賽中晉升為關脇。
他在整個職業生涯中都有慢性肝臟問題，儘管他試圖通過改變飲食來控制它，但這是他最終選擇引退的一個因素。1974年9月，他與二子岳武的第11天比賽被宣佈為平局。這是迄今為止最高級別比賽的最後一次平手。
他於1975年11月獲得了他的第一次幕內級別的優勝，並於1月份升級為大關。 在接下來的兩場季賽中，他輸了大部分的比賽，導致自動降級回到關脇，但在下一場季賽中10勝5負的良好結果，足以讓他依“特例復歸制度”回復大關的地位。
1979年9月，他終於晉升為横綱。在此之後，由於受傷和生病幾次休場，在他橫綱生涯15次季場中有四場比賽作為橫綱。在1980年11月引退之前 他是戰後的任何一個橫綱中勝率最低的。

## 引退後
退休後，三重乃海於1981年8月以武藏川的名義從出羽海部屋分家建立了武藏川部屋，到2000年，武藏川部屋是當時最強的部屋之一(培養出橫綱武藏丸光洋、大閞武雙山正士・出島武春・雅山哲士)。武藏川部屋於2007年執行還曆土俵入儀式（通常在横綱的60歲生日），紀念武藏川部屋成立25週年。2008年9月8日，他成為日本相撲協會會長。他的第一個行動之一是要求收緊有爭議的立合的規則，或初步比賽預備，這導致了2008年9月的比賽中的許多虛假的開始。在涉及力士與有組織犯罪成員有關的一連串醜聞後，他於2010年7月的比賽暫停執行，並於下個月宣布辭職。他也引用了健康問題，因為他一直在接受胃癌治療。他現在是兩國國技館的相撲博物館館長。